# 坪林庄

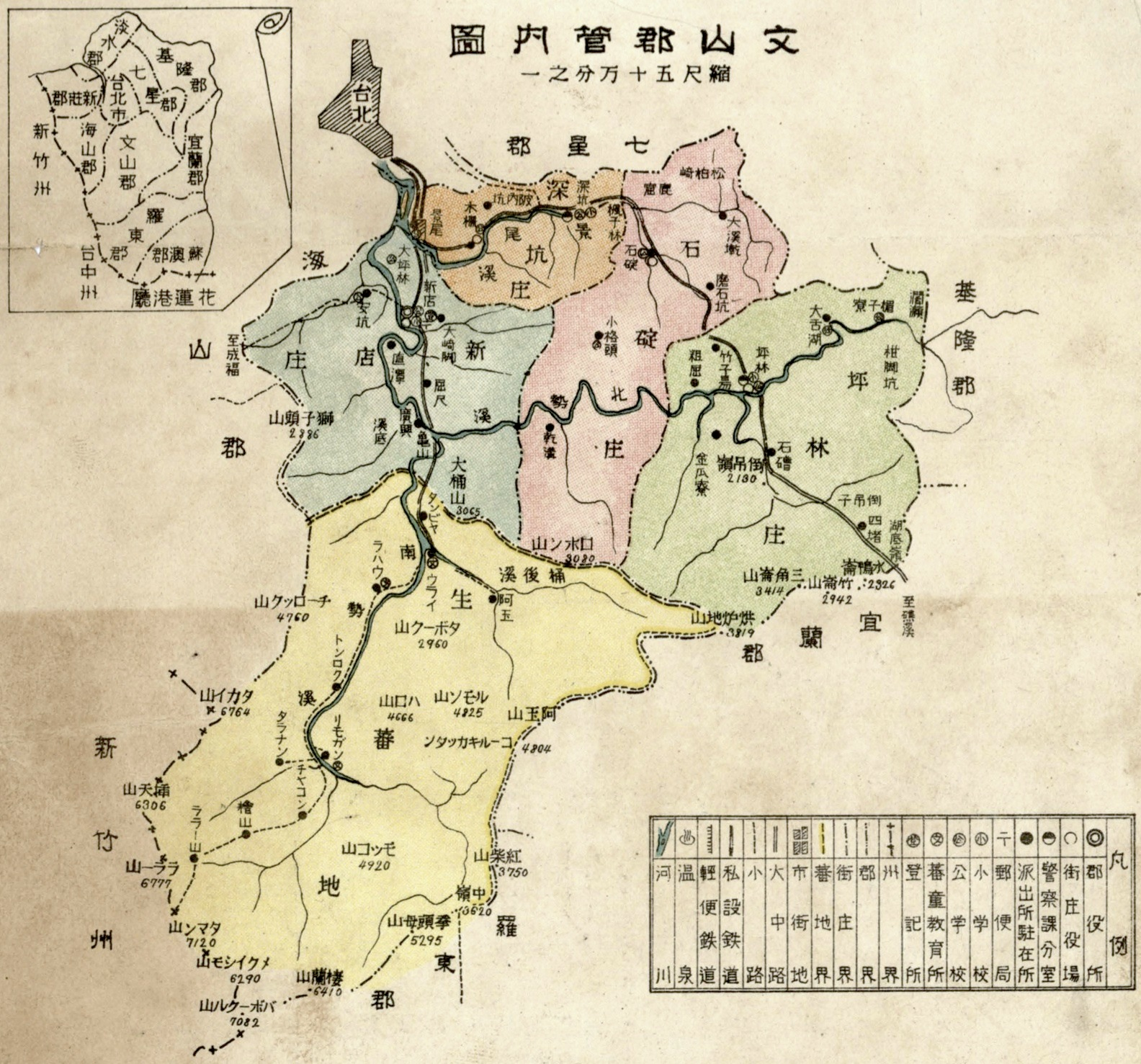
文山郡管內圖

坪林庄為台灣日治時期1920年至1945年間存在之行政區，轄屬台北州文山郡。今新北市坪林區。

## 行政區劃
坪林地區在清治時期及日治時期初期屬文山堡的街庄，在1896年3月隸屬「臺北縣直轄」，在1897年7月1日隸屬「景尾辨務署」。1900年12月1日，景尾辨務署改為「深坑辨務署」。1901年11月11日，臺北廳深坑辨務署改為「深坑廳」，坪林地區隸屬「深坑廳坪林尾支廳」。1903年4月21日，深坑廳實施街庄整併。1909年10月25日，深坑廳廢止，原坪林尾支廳改為「宜蘭廳坪林尾支廳」。坪林尾地區在此時的街庄如下：
- 文山堡：坪林尾庄、灣潭庄、坑仔口庄、魚堀庄、水聳淒坑庄、九芎林庄、厚德崗坑庄、大粗坑庄、鷺鶿岫庄、楣仔藔庄、大舌湖庄、柑脚坑、濶瀨[2]

1920年（大正九年）10月1日，原堡里之行政區廢除，街庄改為大字，「坪林尾」改稱「坪林」；原坪林尾支廳坪林尾區與闊瀨區（前述13庄）合併為臺北州文山郡「坪林庄」，轄域內分為坪林、灣潭、坑子口、魚堀、水聳凄坑、九芎林、厚德岡坑、大粗坑、鷺鶿岫、楣子寮、大舌湖、柑脚坑、濶瀨等13個大字。
- 坪林大字下有「坪林」、「水柳脚」、「烏窟子」、「黃舉皮寮」、「嶺脚坑」小字名
- 坑子口大字下有「上坑子口」、「下坑子口」、「崩山坑」、「竹子易[3]」、「樹梅嶺」、「桶盤嶼」小字名
- 魚堀大字下有「魚堀」、「仁里坂」小字名
- 水聳淒坑大字下有「水聳淒坑」、「大湖尾」、「苦苓脚」、「磨壁潭」小字名
- 九芎林大字下有「九芎林」、「鶯子瀨」、「四堵」、「倒吊子」、「尖山湖」、「刣牛寮」、「石𥕢」小字名
- 厚德岡坑大字下有「厚德岡坑」、「大湖尾坑」、「藤寮坑」、「東坑」小字名
- 灣潭大字下有「粗窟」、「石空子」、「幼瀨」、「灣潭」小字名
- 大粗坑大字下有「大粗坑」、「九芎坑」、「虎寮潭」小字名
- 楣子寮大字下有「楣子寮」、「小粗坑」小字名
- 大舌湖大字下有「大舌湖」、「樟空子」、「乾溪」、「粗石斛」小字名
- 鷺鶿岫大字下有「鷺鶿岫」、「中心崙」小字名
- 濶瀨大字下有「濶瀨」、「豹子厨」、「枋山坑」小字名[4]

1922年（大正十一年）1月13日，文山郡蕃地金瓜寮、姑婆寮、磨壁潭、大粗坑(坪林尾)、紅山水併入坪林庄，前二者設為大字，後三者合併為四堵大字。
- 金瓜寮大字下有「金瓜寮」、「九芎根」小字名
- 姑婆寮大字下有「姑婆寮」、「坪堵」小字名[4]

二戰後，坪林庄在1946年改為臺北縣文山區坪林鄉。
| 1903年   | 1903年     | 1920年 | 1920年   | 1946年 |
| 區       | 街庄       | 街庄   | 大字     | 鄉鎮   |
| -------- | ---------- | ------ | -------- | ------ |
| 坪林尾區 | 坪林尾庄   | 坪林庄 | 坪林     | 坪林鄉 |
| 坪林尾區 | 灣潭庄     | 坪林庄 | 灣潭     | 坪林鄉 |
| 坪林尾區 | 坑仔口庄   | 坪林庄 | 坑子口   | 坪林鄉 |
| 坪林尾區 | 魚堀庄     | 坪林庄 | 魚堀     | 坪林鄉 |
| 坪林尾區 | 水聳凄坑庄 | 坪林庄 | 水聳凄坑 | 坪林鄉 |
| 坪林尾區 | 九芎林庄   | 坪林庄 | 九芎林   | 坪林鄉 |
| 坪林尾區 | 厚德崗坑庄 | 坪林庄 | 厚德岡坑 | 坪林鄉 |
| 濶瀨區   | 大粗坑庄   | 坪林庄 | 大粗坑   | 坪林鄉 |
| 濶瀨區   | 鷺鶿岫庄   | 坪林庄 | 鷺鶿岫   | 坪林鄉 |
| 濶瀨區   | 楣仔藔庄   | 坪林庄 | 楣子寮   | 坪林鄉 |
| 濶瀨區   | 大舌湖庄   | 坪林庄 | 大舌湖   | 坪林鄉 |
| 濶瀨區   | 柑脚坑庄   | 坪林庄 | 柑脚坑   | 坪林鄉 |
| 濶瀨區   | 濶瀨庄     | 坪林庄 | 濶瀨     | 坪林鄉 |
| 蕃地     | -          | 蕃地   | 金瓜寮   | 坪林鄉 |
| 蕃地     | -          | 蕃地   | 姑婆寮   | 坪林鄉 |
| 蕃地     | -          | 蕃地   | 四堵     | 坪林鄉 |

## 庄長
- 陳巖：1920年至1924年
- 王火土：1925年至1927年（同時為臺北州公醫，後任石碇庄長）
- 鐘榮富：1928年至1940年（曾任坪林公學校訓導）
- 金村榮治：1941年至1942年
- 鳥原一男：1944年（曾任石碇國民學校訓導）[6]

## 設施
- 坪林庄役場
- 殖產局坪林樟林作業所[7]
- 臺灣總督府臺北第二青年特別鍊成所[8]
- 坪林公學校→坪林國民學校（今坪林國小）
  - 大舌湖分教場（今坪林國小漁光校區）
- 楣子寮公學校→楣子寮國民學校（今新北市英速魔法學院闊瀨校區）